# Municipio de Londonderry (condado de Bedford)
El municipio de Londonderry (en inglés: Londonderry Township) es un municipio ubicado en el condado de Bedford en el estado estadounidense de Pensilvania. En el año 2000 tenía una población de 1.760 habitantes y una densidad poblacional de 12.4 personas por km².

## Geografía
El municipio de Londonderry se encuentra ubicado en las coordenadas 39°44′30″N 78°44′29″O / 39.74167, -78.74139.

## Demografía
Según la Oficina del Censo en 2000 los ingresos medios por hogar en la localidad eran de $31,389 y los ingresos medios por familia eran $36,445. Los hombres tenían unos ingresos medios de $26,875 frente a los $18,875 para las mujeres. La renta per cápita para la localidad era de $13,951. Alrededor del 10,2% de la población estaban por debajo del umbral de pobreza.